# Piñeira (Ribas del Sil)
Piñeira (llamada oficialmente San Cristovo de Piñeira) es una parroquia española del municipio de Ribas del Sil, en la provincia de Lugo, Galicia.

## Geografía
Se encuentra en el margen izquierdo del río Sil, con el que limita por el este. Limita con las parroquias de Bendollo (Quiroga) al norte, Bendilló y Villaster (Quiroga) al este, Peites al sur, y Sotordey al oeste.

## Otras denominaciones
La parroquia también es conocida por el nombre de San Cristobo de Piñeira.

## Organización territorial
La parroquia está formada por tres entidades de población:
- Figueiredo
- Piñeira de Baixo (Piñeira de Abaixo)
- Piñeira de Riba (Piñeira de Arriba)

## Demografía
| Gráfica de evolución demográfica de Piñeira entre 2000 y 2020 |
|                                                               |
| Datos según el nomenclátor publicado por el INE.              |